# رافائل آلوز تارگینو
رافائل آلوز تارگینو (به پرتغالی: Rafael Alves Targino) مهاجم اهل برزیل است که در شهر Pilões, Paraíba و در تاریخ ۳ فوریهٔ ۱۹۸۹ به دنیا آمده‌است.
رافائل آلوز تارگینو در تیم‌های فوتبال Grêmio سابقهٔ حضور دارد.